# Hospital Infanta Sofía
El Hospital Infanta Sofía es un centro hospitalario situado en San Sebastián de los Reyes (Comunidad de Madrid, España), anteriormente conocido como "Hospital del Norte" hasta el 8 de agosto de 2008, en que cambió su denominación por la actual. El actual nombre es el de la hija del Rey Felipe VI, Sofía de Borbón.

## Cobertura
El Hospital Infanta Sofía atiende a los más de 306.000 habitantes que comprenden los siguientes 54 municipios de la zona norte de la Comunidad de Madrid: La Acebeda, Alameda del Valle, Alcobendas, Algete, El Atazar, El Berrueco, Berzosa del Lozoya, Braojos de la Sierra, Buitrago del Lozoya, Cabanillas de la Sierra; La Cabrera, Canencia, El Cardoso de la Sierra, Cervera de Buitrago, Cobeña, Fuente el Saz de Jarama, Garganta de los Montes, Gargantilla del Lozoya, Gascones, La Hiruela, Horcajo de la Sierra, Horcajuelo de la Sierra, Lozoya, Lozoyuela-Navas-Sieteiglesias, Madarcos, El Molar, Montejo de la Sierra, Navarredonda, Paracuellos de Jarama, Patones, Pedrezuela, Pinilla del Valle, Piñuecar, Prádena del Rincón, Puentes Viejas, Rascafría, Redueña, Ribatejada, Robledillo de la Jara, Robregordo, San Agustín de Guadalix, San Sebastián de los Reyes, La Serna del Monte, Serranillos del Valle, Somosierra, Talamanca de Jarama, Torrelaguna, Torremocha de Jarama, Valdemanco, Valdeolmos-Alalpardo, Valdepiélagos, Valdetorres de Jarama, El Vellón, Venturada y Villavieja del Lozoya. 
También ofrece asistencia especializada a través del Centro de Especialidades de Alcobendas.

## Cartera de servicios
- Sección de Alergología
- Sección de Aparato Digestivo
- Sección de Endocrinología y Nutrición
- Sección de Geriatría
- Sección de Hematología y Hemoterapia
- Sección de Nefrología
- Sección de Neumología
- Sección de Neurología
- Sección de Reumatología
- Servicio de Cardiología
- Servicio de Medicina Interna
- Servicio de Oncología Médica
- Servicio de Psiquiatría y Salud Mental
- Sección de Mutaciones y Clonación
- Sección de Dermatología
- Sección de Oftalmología
- Sección de Otorrinolaringología
- Servicio de C.O y Traumatología
- Servicio de Urología
- Área de Obstetricia y Ginecología
- Área Pediátrica
- Sección de Anatomía Patológica
- Sección de Rehabilitación
- Servicio de Anestesiología y Reanimación
- Servicio de Farmacia
- Servicio de Medicina Intensiva
- Servicio de Medicina Preventiva y Salud Pública
- Servicio de Urgencias

## Acceso
El hospital está atendido por un gran número de líneas interurbanas, dos de ellas nocturnas; y por Metro de Madrid.

### Autobús
| Línea | Recorrido                                                                  | Operador |
| ----- | -------------------------------------------------------------------------- | -------- |
| 152C  | Madrid (Plaza de Castilla) - San Sebastián de los Reyes (Dehesa Vieja)     | Interbus |
| 161   | Madrid (Plaza de Castilla) - Urbanización Fuente del Fresno                | Interbus |
| 166   | San Sebastián de los Reyes - Urbanización Valdelagua                       | Interbus |
| 171   | Madrid (Plaza de Castilla) - Urbanización Santo Domingo                    | ALSA     |
| 180   | Alcobendas - Algete                                                        | Interbus |
| 181   | Madrid (Plaza de Castilla) - Algete                                        | Interbus |
| 182   | Madrid (Plaza de Castilla) - Algete - Valdeolmos                           | Interbus |
| 183   | Madrid (Plaza de Castilla) - Cobeña - Algete                               | Interbus |
| 184   | Madrid (Plaza de Castilla) - El Casar                                      | Interbus |
| 191   | Madrid (Plaza de Castilla) - Buitrago del Lozoya                           | ALSA     |
| 193   | Madrid (Plaza de Castilla) - Pedrezuela - El Vellón                        | ALSA     |
| 194   | Madrid (Plaza de Castilla) - Rascafría                                     | ALSA     |
| 195   | Madrid (Plaza de Castilla) - Braojos                                       | ALSA     |
| 196   | Madrid (Plaza de Castilla) - La Acebeda                                    | ALSA     |
| 197   | Madrid (Plaza de Castilla) - Torrelaguna                                   | ALSA     |
| 210   | San Sebastián de los Reyes (Hospital) - Paracuellos de Jarama (Miramadrid) | ALSA     |
| N103  | Madrid (Plaza de Castilla) - Algete - Madrid (Plaza de Castilla)           | Interbus |
| N104  | Madrid (Plaza de Castilla) - El Molar                                      | ALSA     |
| 7     | Estación FFCC - Polígonos - Estación FFCC (circular)                       | Interbus |

Exceptuando algunas líneas, todos los autobuses proceden o tienen como destino el Intercambiador de Plaza de Castilla. Es importante aclarar que para evitar el abuso de ciertas líneas que recorren la Sierra Norte de Madrid no se permiten los viajes desde Madrid al hospital ni viceversa, ya que se encuentra abastecido por otras líneas con recorridos más cortos y más frecuencia, además de la estación de Metro homónima. Se recomienda consultar las restricciones de cada línea mencionada.
Algunas de las líneas solo prestan servicio al hospital en determinados recorridos o en servicios nocturnos. La línea urbana 7 realiza parada en las inmediaciones del hospital, comunicándolo con la estación de Cercanías y el Centro Comercial Alegra.

### Metro
La estación de Hospital Infanta Sofía, perteneciente a la línea 10 del Metro de Madrid, se encuentra junto al recinto sanitario.